# Dominik Kaczyński
Dominik Kaczyński (ur. 4 sierpnia 1886 w Wieruszowie, zm. 30 marca 1942 roku w Dachau) – Sługa Boży Kościoła katolickiego. Kapłan i męczennik, zmarł w KL Dachau.

## Życiorys
Był jednym z ośmiorga dzieci Wiktora i Wandy z Dajkowskich. Chodził do szkoły powszechnej i Seminarium Nauczycielskiego w Siennicy, później uczył się w III Gimnazjum w Warszawie. W 1906 roku wstąpił do Metropolitalnego Warszawskiego Seminarium Duchownego. Święcenia kapłańskie otrzymał 23 września 1911 roku w kościele Świętego Krzyża w Warszawie z rąk biskupa Kazimierza Ruszkiewicza. Pracował w Jadowie, Grodzisku, w parafii św. Anny w Łodzi. Był wikariuszem i prefektem szkół w Łodzi i Warszawie.
Po utworzeniu w 1920 roku diecezji łódzkiej pełnił obowiązki osobistego kapelana ks. biskupa Wincentego Tymienieckiego i sekretarza Kurii Diecezji Łódzkiej.
W 1924 roku został mianowany proboszczem nowo powstałej parafii Matki Boskiej Zwycięskiej w Łodzi, gdzie ze środków parafian oraz przedsiębiorców niemieckich i żydowskich wzniósł kościół pw. Matki Boskiej Zwycięskiej w Łodzi – wotum za Bitwę Warszawską. Pełnił posługę spowiednika w zgromadzeniach zakonnych i alumnów Wyższego Seminarium Duchownego w Łodzi. Otrzymał godność Szambelana Papieskiego, kanonika Kapituły Katedralnej i radcy Kurii Biskupiej. W sierpniu 1926 roku zorganizował pierwszą pieszą pielgrzymkę łódzką na Jasną Górę.
W czasie II wojny światowej wraz z dwoma wikariuszami został aresztowany 6 października 1941 roku przez Niemców i wywieziony do obozu przesiedleńczego w Konstantynowie Łódzkim, a 30 października do obozu koncentracyjnego w Dachau, gdzie umieszczono go w bloku 28. Zmarł w obozie wycieńczony ciężką pracą.

## Proces beatyfikacyjny
Jest jednym ze 122 Sług Bożych, wobec których 17 września 2003 roku rozpoczął się drugi proces beatyfikacyjny drugiej grupy polskich męczenników z okresu II wojny światowej.